# Karl av Nedre Lothringen

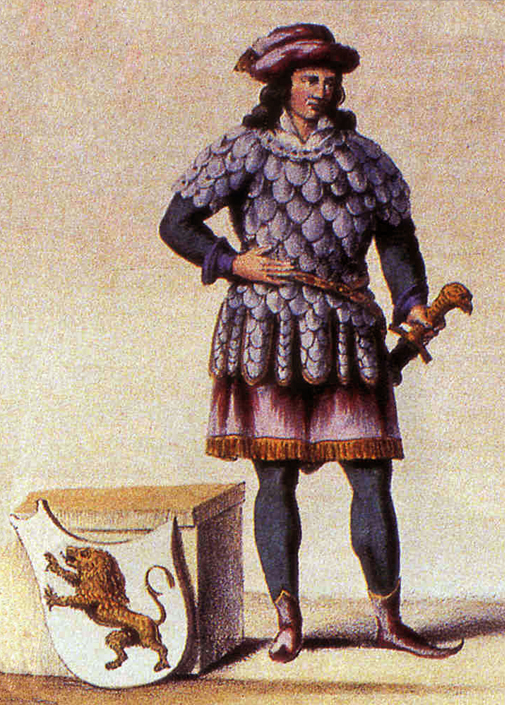

Karl av nedre Lothringen, född 953, död 991 eller något senare, möjligen 993, var en hertig av Burgund, och tronpretendent i Frankrike.
Karl var son till Ludvig IV av Frankrike, som tvingats fly från Frankerriket till England, men 936 efter att upprorskungen Rudolf av Burgund avlidit kunnat återkomma. Hans äldre bror Lothar utsågs 954 till faderns efterträdare och Karl blev hertig av nedre Lothringen 977. Hans brorson Ludvig lättingen avled plötsligt år 987, och Hugo Capet utropade sig då till kung av Frankrike. Karl försökte göra uppror mot tronkrävaren, och besatte snabbt städerna Laon, Reims och Soissons men blev några år senare besegrad och tvingades ge sig fången. Han avled 991 i fångenskap.
Han blev den siste regerande kungen av Karl den stores ätt. Hans son Otto dog 1005 utan manliga arvingar.